# 13668 Tanner
13668 Tanner eller 1997 HQ1 är en asteroid i huvudbältet som upptäcktes den 28 april 1997 av Spacewatch vid Kitt Peak-observatoriet. Den är uppkallad efter Roger Tanner.